# Pic de Sanfons
Pic de Sanfons är en bergstopp i Andorra, på gränsen till Spanien. Den ligger i den västra delen av landet. Toppen på Pic de Sanfons är 2 889 meter över havet.
Den högsta punkten i närheten är Pic de Coma Pedrosa, 2 943 meter över havet, 1,3 kilometer öster om Pic de Sanfons.
Trakten runt Pic de Sanfons består i huvudsak av kala bergstoppar och gräsmarker.